# Граклиани
Граклиани (груз. გრაკლიანი) — гора и археологический памятник национального значения в Грузии. Находится на берегу реки Лехуры близ села Игоети Каспского муниципалитета в крае Шида-Картли.

## История
Во время строительства автомагистрали Тбилиси — Сенаки — Леселидзе в 2007 году были сделаны первые археологические находки на горе Граклиани. С тех пор здесь работает археологическая экспедиция Тбилисского университета под руководством профессора Вахтанга Личели.
В ходе раскопок были обнаружены поселение, два храмовых комплекса и захоронения. Среди найденных здесь предметов уникальные для Кавказского региона печатки из Южной Месопотамии IV века до нашей эры, а также нагрудные диски из золота и бронзы, вырезанные из камня детские игрушки, имитация персидской керамики, предметы бытового, культового, военного, фармацевтического назначения и другое.
В ходе изучения в одном из каменных храмов обнаружилось смешение разных религий: здесь и персидский зороастрийский алтарь, и относящиеся к традиционной кавказской религии скульптурные изображения.
В сентябре 2014 года археологический объект на горе Граклиани получил официальный статус исторического памятника, той же осенью Министерство культуры и охраны памятников Грузии приняло решение о создании здесь музея под открытым небом.
В 2015 году при раскопках в одном из храмов Граклиани, посвящённом богине плодородия, на постаменте алтаря была обнаружена надпись на непонятном языке, предварительно датированная VII веком до нашей эры. Проведённый в 2016 году лабораторией «Beta Analytic» (Майами, США) радиоуглеродный анализ показал, что эта надпись сделана в конце XI — начале X веков до нашей эры. Вахтанг Личели отметил, что буквы этой надписи напоминают греческие и арамейские, хотя пока и не определено их соответствие ни одной из известных письменностей. Также на одном из углов второго алтаря были обнаружены ещё три вырезанные в глине буквы, отличающиеся от уже упомянутой надписи, — объяснения необычному соседству в одном храме надписей на разных языках пока не найдено.

Сходства между Граклианским письмом и тремя историческими грузинскими алфавитами – Асомтаврули, Нусхури и Мхедрули.

Грузинский лингвист Кукури Пипия предложил схему дешифровки Граклианского письма, подчеркнув его сходство с тремя грузинскими алфавитами: Асомтаврули, Нусхури и Мхедрули. 
Многочисленные культурные слои, из которых раскопано уже одиннадцать, показывают историю деятельности человека в регионе за 300 тысяч лет, начиная с каменного века.